# Welham (Nottinghamshire)
Welham – przysiółek w Anglii, w Nottinghamshire. Leży 28,5 km od miasta Mansfield, 44,5 km od miasta Nottingham i 209,9 km od Londynu. Welham jest wspomniana w Domesday Book (1086) jako Wellon/Wellun.